# Ronald Wilson
Ronald Edward Wilson (ur. 17 października 1948) – australijski hokeista na trawie, olimpijczyk.
Reprezentował Australię na Letnich Igrzyskach Olimpijskich 1972, które odbyły się w Monachium, zajmując 5. miejsce.